# Bredeløkke
Bredeløkke (tidligere også stavet Bredelykke) er en gård i Holtug Sogn mellem Råby og Holtug på Stevns i Østsjælland.
Bredeløkke var tidligere en gård under Gjorslev gods. I 1914 solgte Frederik Scavenius den til forpagteren Peter Hvidberg, der allerede i 1916 solgte den videre til proprietær M.F. Seyer-Hansen. Gården har siden været i denne families eje. Den drives sammen med gården Bækketofte lidt nord herfor.
Lidt vest herfor på Bredeløkkevej ligger også Bredeløkke Gl. Skole og syd for denne Bredeløkke Huse.